# NGC 6736
NGC 6736 (другие обозначения — PGC 62792, ESO 104-37, AM 1902-653) — эллиптическая галактика (E2) в созвездии Павлин.
Этот объект входит в число перечисленных в оригинальной редакции «Нового общего каталога».